# Abbaye Notre-Dame de Séry
L'abbaye Notre-Dame de Séry est fondée au XIIe siècle et supprimée à la Révolution. C’est une abbaye de chanoines réguliers de l'ordre de Prémontré. Après avoir été fondée sur le territoire de l'actuelle commune de Bouillancourt-en-Séry, elle est déplacée sur le territoire de l'actuelle commune de Bouttencourt dans le département de la Somme.

## Histoire
L'histoire de l'abbaye de Notre-Dame de Séry est d'abord marquée par ses liens avec le château de Bouillancourt-en-Séry. En effet, un prieuré est fondé en 1127 par Anselme de Cayeu, seigneur de Bouillancourt-en-Séry, dans l'actuelle commune et l'abbaye reste tout au long de son histoire très liée aux Cayeu. En 1136, des religieux prémontrés venus de l'abbaye Saint-Josse de Dommartin (Pas-de-Calais) s'installèrent à Séry qui devint abbaye en 1150. En 1185, une partie de la communauté se fixa près de la Bresle au lieu-dit Les Pratos (les prés).
L'abbaye eut à souffrir de la guerre de Cent Ans, des soldats français défendant le passage de la Bresle. En 1415, les Anglais brûlèrent l'abbaye et emmenèrent l'abbé en captivité en Angleterre.
En 1565, l'abbaye fut pillée par les huguenots.
Au XVIIe siècle, l'abbaye fut reconstruite par les abbés commendataires Alphonse de Halewyn et Gaston Chamillart. Thomas Corneille y passa en 1704.
Déclarée Bien national à la Révolution, l'abbaye fut vendue en 1791. Sous le Second Empire, elle fut transformée en filature.
Elle accueille aujourd'hui un centre de loisirs et de séminaires de la ville d'Amiens.
Les vestiges de l'abbaye (façades et toitures du bâtiment principal, cage d’escalier, escalier et sa rampe en fer forgé, chambre du premier étage avec son décor de lambris du XVIIIe siècle, salle voûtée, galerie du cloître et charpente, murs de clôture et sols archéologiques) sont inscrits au titre des monuments historiques par arrêté du 17 juin 2016.

## Vestiges
Le chemin d'accès franchit une dérivation de la Bresle  et mène au pavillon d'entrée qui conduit au logis abbatial de brique et pierre. À l'intérieur, un vestibule voûté et un escalier avec une rampe en fer forgé sont les seuls éléments remarquables conservés.
Les vestiges de l'église abbatiale du XIIIe siècle ont été mis au jour.
Une partie du mobilier fut envoyée dans les églises des communes voisines : confessionnaux à Oisemont et à Villeroy, buffet d'orgues à Aumale, retable au hameau de Harcelaines (Maisnières), autel sculpté au hameau de Monthières (Bouttencourt).
L'église Saint-Pierre-et-Saint-Paul de Gamaches conserve un tableau (huile sur toile 2,20 x 1 m) représentant saint Norbert et la profanation d'une hostie (XVIIIe siècle), provenant de l'abbaye Notre-Dame de Séry.

## Pour approfondir